# Adaga
Die Adaga (span. für Dolch), auch Adarga, Adargue, Adargue oder arab. el-Darakah (abgeleitet von Schild), ist eine in Arabien entstandene Parierwaffe, gedacht zur Abwehr und zum Angriff (engl. Parrying Weapon).

## Beschreibung
Die Adaga besteht aus einer Art kurzem Speer, der als Griffstück dient. Am Speer sind auf der einen Seite eine blattförmige, zweischneidige Speerklinge und auf der anderen Seite eine kurze Klinge angebracht. Als Heft dient der kurze Schaft des Speeres. Am Speer sind mittig ein großer sowie rechts und links davon zwei kleinere Metallbügel angebracht. Der mittlere Bügel ist mit Leder bespannt. Er dient als Schild und Handschutz beim einhändigen Gebrauch des Adaga. Die beiden kleineren Bügel dienen als Handschutz beim beidhändigen Gebrauch. In der Mitte des großen Bügels ist eine lange, zweischneidige Dolchklinge angebracht, die zum Angriff auf den Gegner dient. Die hier beschriebene Adaga ist nicht zu verwechseln mit dem spanisch-maurischen Schild Adaga. Die Adaga wurde in Arabien benutzt.